# M1A1 Abrams
Pour les articles homonymes, voir M1 et Abrams.
Le M1A1 Abrams est une version améliorée du char de combat américain M1 Abrams. Entré en service en août 1985, le M1A1 se différencie principalement du M1 originel par son canon M256 de plus gros calibre (120 mm). Depuis 1994, il est supplanté par le M1A2, une version revalorisée du M1A1.

## Historique
En 1980, le canon à âme lisse allemand Rh-120 L44 de 120 mm (armant alors le Leopard 2) fut choisi pour remplacer le canon M68A1 de 105 mm du M1 Abrams, dont la production en grande série devait débuter au début de 1981. Le canon Rh-120 L44 fut modifié par l'arsenal de Watervliet en vue de son intégration sur quatorze prototypes de M1 baptisés M1E1. En mars 1981, le premier prototype M1E1 fut livré au terrain d'essais d'Aberdeen (Maryland) tandis que le deuxième fut remis à Chrysler. Les M1E1 faisaient partie du programme d'amélioration Block I des futures versions du char Abrams qui comprenait entre autres l'introduction d'un nouveau système de filtration NRBC fonctionnant par surpression, un blindage à l'avant de tourelle plus épais, l'installation d'un coffre de rangement du lot de bord, d'un viseur thermique panoramique pour le chef de char et des modifications au niveau de la suspension et des réducteurs.
Il fut décidé d'incorporer certaines de ces modifications sur les M1 qui étaient alors fabriqués en grande série. Ces M1 améliorés portèrent l'appellation d'IPM1 (Improved Performance M1). Après une série de tests et d'essais opérationnels gouvernementaux de 1981 à 1984, la nouvelle version du char Abrams fut officiellement appelée M1A1 le 28 août 1984 et l'approbation pour la production en grande série fut obtenue en décembre.
Les premiers exemplaires du M1A1 sortirent de l'usine de Detroit en août 1985 et ceux de l'usine de Lima (Ohio), en décembre de la même année. 
Un total de 535 chars M1A1 sont livrés au 31 décembre 1986 ; le déploiement a commencé à Fort Bliss, au Texas, en août 1986, pour le 3e régiment de cavalerie qui est la première unité à être complètement réarmée et la seule unité basée aux États-Unis à recevoir cette version.
Le déploiement dans l'USAREUR a commencé en janvier 1987. Ils remplacèrent progressivement, jusqu'en 1988, tous les chars M1 de la 1re et 3e division d'infanterie ainsi que ceux de la 2e division blindée.

### Engagements

#### Guerre du Golfe
Le baptême du feu du M1 et M1A1 eût lieu en 1991 lors de la guerre du Golfe, où il s'est très bien comporté face à une force mécanisée conventionnelle, en ne subissant que dix-huit incidents de combat signalés dans l'opération Tempête du désert ; neuf d'entre eux sont des pertes permanentes (dues à des tirs amis). Les dégâts sur les neuf autres Abrams M1 sont principalement dus à des mines, et réparables au niveau de la maintenance organisationnelle,,. Ils ont tiré en quatre jours d'offensive terrestre un total de 14 061 obus de 120 mm.

#### Somalie
Des M1A1 des Marines furent engagés dans le cadre de la Force d'intervention unifiée (UNITAF) en Somalie entre décembre 1992 et mai 1993. Après les combats du 3 octobre 1993, les forces américaines en Somalie furent renforcées par diverses troupes, y compris la compagnie d'alerte de la 24e division d'infanterie mécanisée dont les 18 chars M1A1 et 44 véhicules de combat d'infanterie M2 Bradley furent aérotransportés en 56 sorties de C-5 et C-141. Cette compagnie était le premier élément d'une force lourde, la Task Force 1-64, qui arriva par mer à la mi-novembre et resta dans le pays jusqu'en mars 1994.

#### Guerre du Kosovo
À partir de 1995, l'armée américaine et les Marines américains déployèrent des M1A1 et des M1A2 en Bosnie-Herzégovine, puis en 1999 au Kosovo.

#### Guerre d'Irak

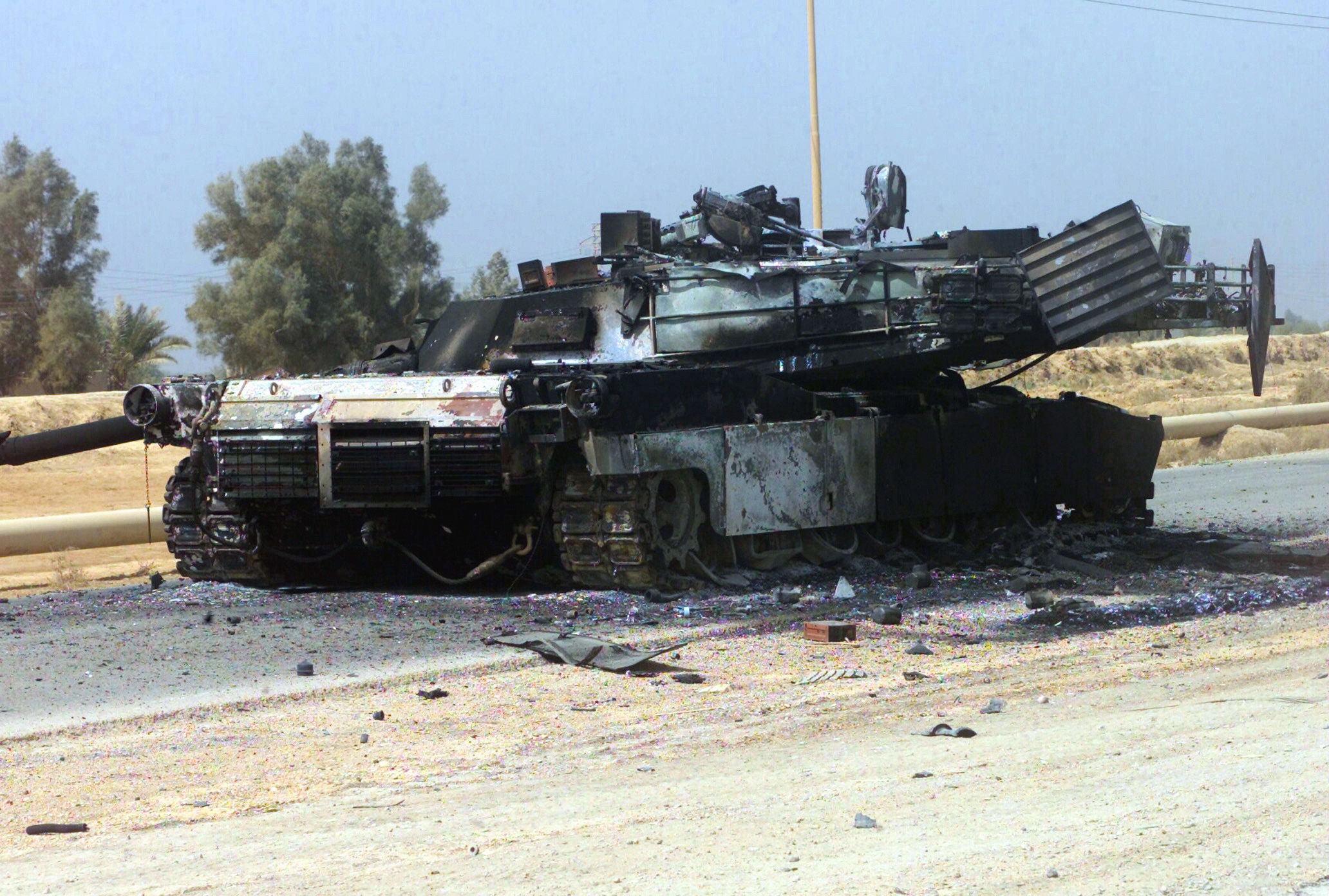
Un M1A1 des Marines détruit, sur la route de Bagdad lors de l'opération Libération de l'Irak (avril 2003).

En 2003, lors de l'invasion de l'Irak, 1 100 M1A1 furent engagés, causant des ravages dans l'armée régulière irakienne. Le 5e corps d'armée des États-Unis tirant 1 576 obus de 120 mm durant les 21 premiers jours de l'invasion. Mais, en deux ans d'opérations de guerre dite « asymétrique », 80 chars furent tellement endommagés qu'ils durent être ramenés aux États-Unis, avec cinq membres d'équipage tués à l'intérieur des chars et 10 en partie à l'extérieur. Même si l'énorme majorité des quelque 770 Abrams touchés en Irak n'ont subi que des dommages mineurs, alors qu'ils étaient la cible privilégiée du feu ennemi pour des raisons symboliques, ces chiffres montrent un problème certain. Des modifications ont eu lieu afin de mieux l'adapter à la guerre urbaine. Il s'agit du programme TUSK (Tank Urban Survival Kit, pour un kit de survie du char en milieu urbain). Celui-ci commandé à partir de 2006, à alors 505 exemplaires, équipe à partir de 2008 tous les Abrams en Irak.
Dans le cadre de la seconde guerre civile irakienne, plusieurs engins de l'armée de terre irakienne ont été endommagés ou saisis par les insurgés. L'État islamique a détruit seulement sept M1A1, et deux ont été saisis, après avoir été débarrassés de leurs mitrailleuses et des munitions associées, avant d'être détruits et incendiés.

#### Guerre russo-ukrainienne
Le 25 janvier 2023, le gouvernement Biden annonce l'envoi de 31 chars M1A1, soit « l'équivalent d'un bataillon » à l'Ukraine dans le cadre de la guerre en Ukraine. Joe Biden annonce que les chars Abrams sont "les plus performants au monde, mais ils sont aussi extrêmement complexes à utiliser et à entretenir".
Selon une source ouverte, 13 sont annoncés détruits ou abandonnés en septembre 2024.

## Armement

### Principal
Le M1A1 est armé d'un canon lisse M256 d'un calibre de 120 mm pour une longueur de 44 calibres (5,28 m). Il reprend le tube et la culasse du canon allemand Rh-120 L44 du même calibre.
La production sous licence des tubes du canon et l'assemblage final ont été réalisés à l'arsenal de Watervliet (New York). Le M256 se différencie du Rh-120 L44 par son lien élastique constitué d'un unique gros ressort faisant à la fois office de frein de tir et de récupérateur.
Le M1A1 embarque un total de 40 obus de 120 mm. Trente-six sont répartis dans deux soutes à munitions situées dans la partie arrière de la tourelle. En cas d'incendie ou d'explosion des munitions, la surpression est évacuée par deux panneaux anti-explosion qui recouvrent le toit de la poche arrière de la tourelle.
Six obus sont rangés dans une soute située dans le châssis, à l'avant droite du compartiment moteur, juste derrière le poste du chef de char. Cette soute possède également deux panneaux anti-explosion.
La gamme de munitions de 120 mm employée par les M1A1 et M1A2 de l'US Army comprend :
- M829 APFSDS-T : entrée en service en même temps que le char M1A1, le M829 est un obus-flèche possédant un barreau en uranium appauvri d'une masse de 3,94 kg. Sa vitesse initiale est de 1 670 m/s[16].
- M829A1 APFSDS-T : entrée en service en 1988, le M829A1 possède une flèche rallongée avec un pénétrateur en uranium appauvri de 4,64 kg. Surnommé « Silver Bullet » par les tankistes américains durant l'opération Tempête du désert, sa vitesse initiale est de 1 575 m/s.
- M829A2 APFSDS-T : malgré son barreau en uranium appauvri plus lourd (4,74 kg), le M829A2 possède une vitesse initiale supérieure (1 680 m/s)  grâce à l'emploi d'un sabot allégé fait en carbone-époxy et d'une charge propulsive plus conséquente en ne disposant plus les granules de poudre en vrac dans la cartouche mais en les empilant à la manière de bâtonnets[17]. Le M829A2 est entré en service au début/milieu des années 1990.
- M829A3 APFSDS-T : entrée en dotation en 2003, le M829A3 possède une flèche à grand ratio d'allongement dont la pointe avant est spécialement conçue pour mettre en échec les blindages réactifs explosifs lourds tels que le Kontakt-5. Surnommé « Super Sabot » par les tankistes américains, il possède une vitesse initiale de 1 555 m/s.
- M829A4 APFSDS-T : entrée en dotation à la fin des années 2014[18], le M829A4 possède une flèche similaire à celle du M829A3 en termes de masse et de dimensions mais intègre un système de liaison de données dans le culot de sa cartouche afin d'être connectée, via le bloc de culasse, à la conduite de tir automatisée du M1A2 SEP v4.
- M830 HEAT-MP-T : entrée en service en même temps que le char M1A1, le M830 est un obus explosif à charge creuse dérivé de la munition du même type DM12A1 ouest-allemande. Le projectile empenné du M830 pèse 13,5 kg et contient 1 662 g de composition B pour une vitesse initiale de 1 140 m/s.
- M830A1 : entrée en dotation en 1994, le M830A1 a la particularité de posséder un projectile à charge creuse sous-calibré de 80 mm. Sa fusée de proximité lui donne des capacités anti-hélicoptères. Le projectile empenné du M830A1 ne pèse que 11,4 kg et contient 1 300 g de composition B, ce qui lui permet d'avoir une portée utile de combat supérieure grâce à sa vitesse initiale de 1 410 m/s.
- M908 HE-OR-T : entrée en service en 2003, le M908 est un obus explosif dérivé de l'obus à charge creuse M830A1 ayant pour vocation la destruction des obstacles et des bunkers[19]. Il contient une charge d'explosif brisant de 3,2 kg de Composition A3 initiée par une fusée de culot. Sa vitesse initiale est de 1 400 m/s.
- M1028 Canister : cet obus à effet canalisé est utilisé pour la défense rapprochée du char face à une vague d'infanterie. Il projette une boîte cylindrique à 1 410 m/s qui s'ouvre à la sortie du canon en libérant un nuage de 1100 billes en tungstène. La portée pratique est de 500 m.
- M1147 AMP : cet obus explosif multi-modes[20] à pour vocation de remplacer les munitions M830A1, M908 et M1028. Développé par Northrop Grumman[21], il succède au prototype XM1069 AMP développé par Orbital ATK[22]. En février 2023, cette munition, en phase de test[23], n'est pas encore qualifiée[24].

### Secondaire

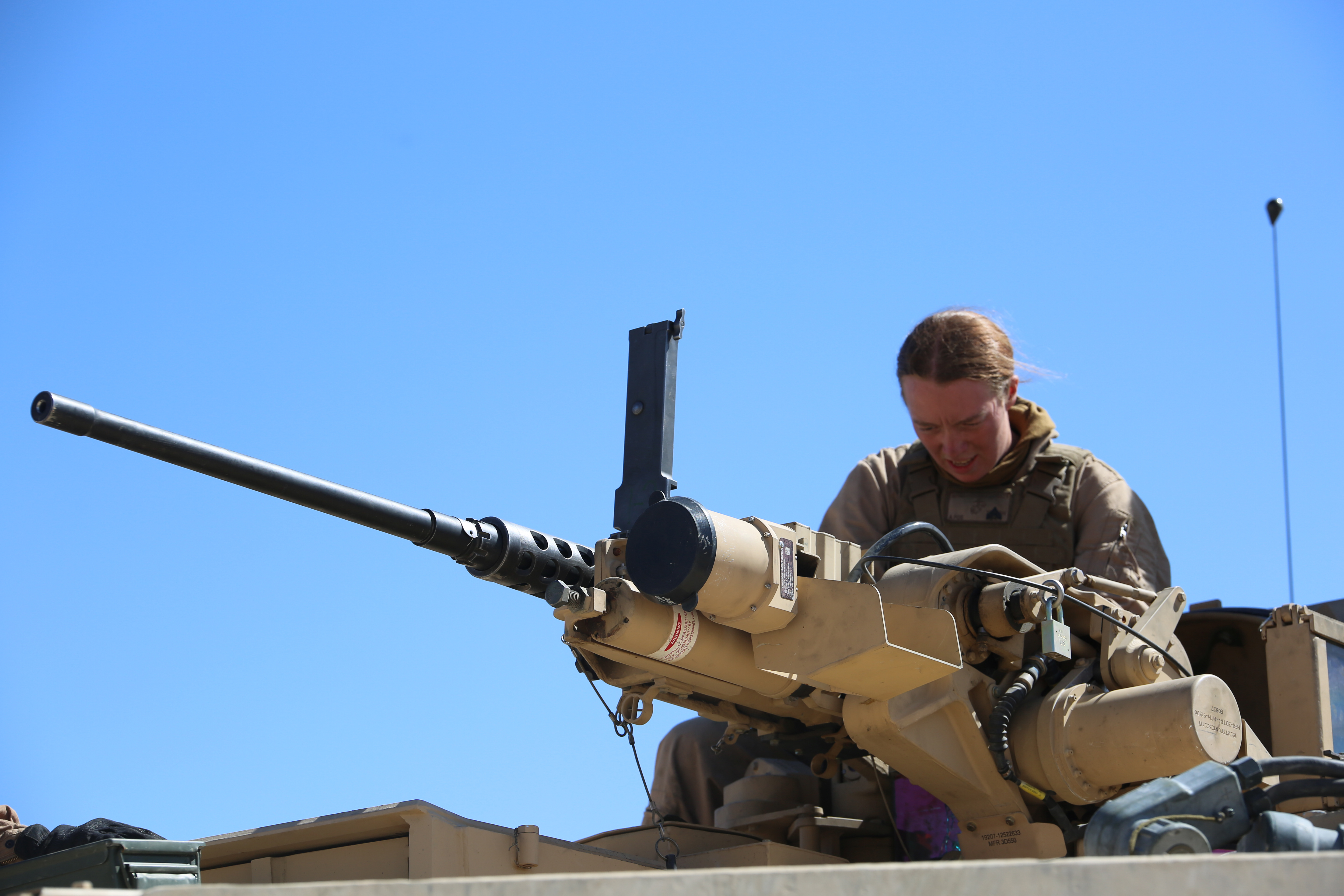
Le tourelleau téléopéré stabilisé SCWS monté sur un M1A1 du corps des Marines.

Entre 2005 et 2010, 386 M1A1 du corps des Marines ont été revalorisés au standard M1A1 FEP qui comprenait un tourelleau stabilisé SCWS (Stabilized Commander's Weapon Station) conçu par la société MERRILL. Il est équipé, entre autres, d'un FLIR.

## Protection
Les M1A1 reprend la même configuration de blindage que l'IPM1. À partir d'octobre 1988 l'avant de la tourelle des M1A1 reçut un nouveau blindage appelé Heavy Armor Package (HAP) renfermant de l'uranium appauvri. Les M1A1 équipé du blindage HAP reçurent l'appellation M1A1 HA Heavy Armor.
La dureté et la densité de l'uranium appauvri permettent d'accroître considérablement la résistance du char face aux obus-flèches. L'uranium appauvri est présent sous forme de plaques dont l'épaisseur peut atteindre 15,8 mm qui sont maintenues entre-elles par des plaques en acier. Les caissons renfermant ce type de blindage sont faits en acier inoxydable et montés dans la face avant de la tourelle, à l'exception du masque.

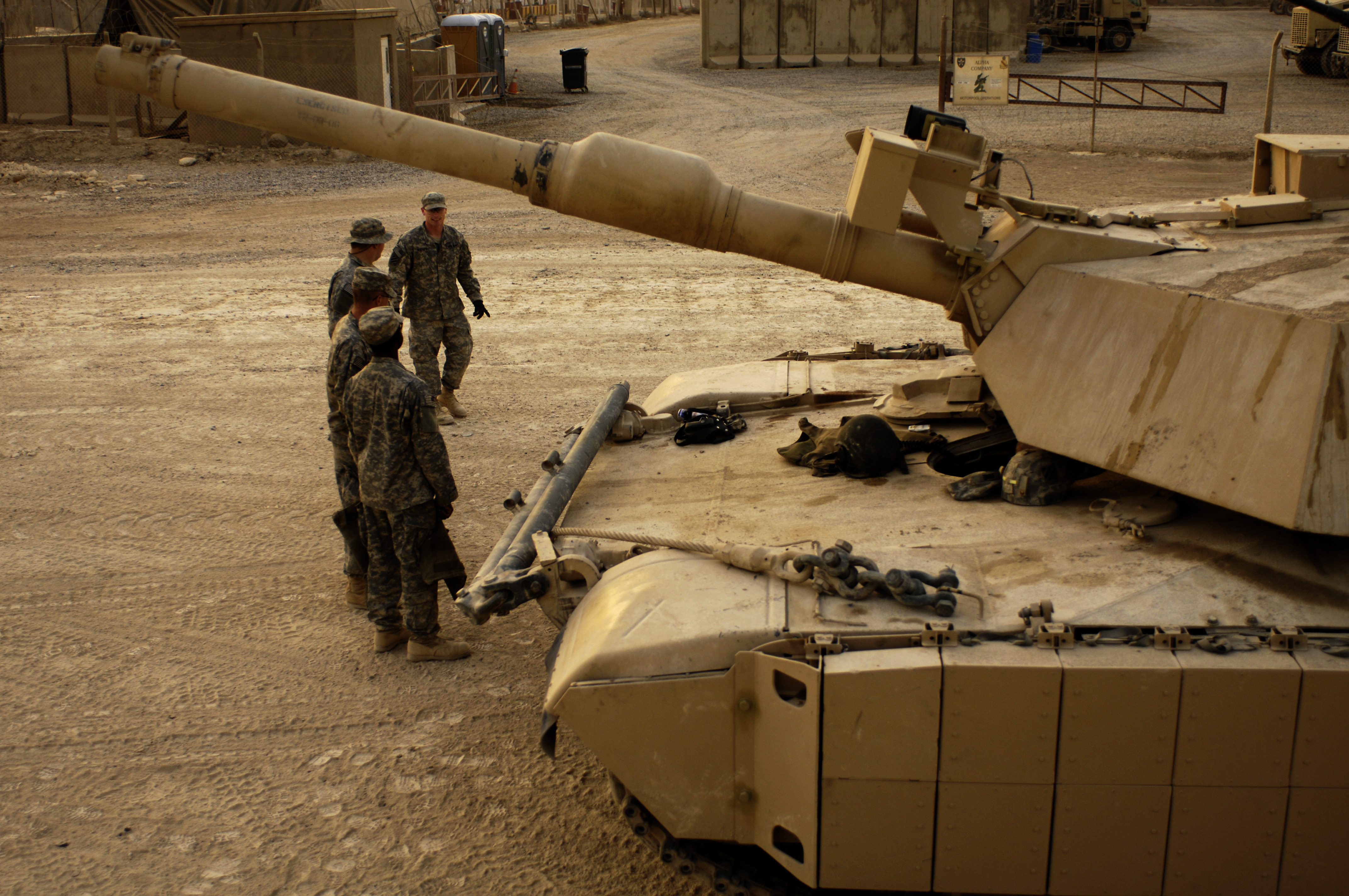
Blindage réactif explosif ARAT-1 fixé sur les jupes latérales d'un M1 équipé du kit de combat urbain TUSK en 2007 en Irak.

Cinq M1A1 HA utilisés dans les écoles de cavalerie contiennent également de l'uranium appauvri dans le caisson à blindage composite situé à l'avant de la caisse.
Deux batteries M250 de six lance-pots fumigènes sont montées de chaque côté de la tourelle. Les M1A1 des Marines possèdent deux batteries de lance-pots fumigène M257 qui contiennent huit grenades chacune. Il est aussi possible d'installer sur le M1A1 un brouilleur électro-optique Loral AN/VLQ-6 Hardhat sur l'embase circulaire initialement réservée à l'éventuelle installation d'un viseur panoramique.

## Mobilité
En raison de l'usure excessive des chenilles T156 qui affichaient une durée de vie comprise entre 1 100 km et 1 200 km, le TACOM lança en juillet 1987 un programme pour remplacer les chenilles T156.
La chenille T158 conçue par la FMC Corporation en collaboration avec Goodyear fut sélectionnée en juillet 1988, bien que chaque paire étant 1 360 kg plus lourde, la T158 a l'avantage d'avoir une durée de vie de 3 400 km et des semelles en caoutchouc remplaçables.
Les chenilles T156 et T158 ont une largeur de 635 mm (standard OTAN) et possèdent chacune 78 patins.

### Coût
Le prix unitaire d'un char M1A1 était évalué à 5,3 millions de dollars américains en mars 2006. En 2012, il a été estimé à 7,5 millions de dollars. Le reconditionnement de 42 chars pour l'armée de terre des États-Unis, cette année, fut effectué pour un coût de 6,07 millions de dollars l'unité.

## Versions
- M1A1 : modèle original fabriqué en grande série d'août 1985 à octobre 1988 à raison de 2329 exemplaires. Le M1A1 reprend les améliorations du IPM1 tout en introduisant un nouveau canon lisse M256 de calibre 120 mm plus puissant. Les panneaux anti-explosion sont rehaussés. La tourelle reçoit une motorisation à deux vitesses pour améliorer la rotation de celle-ci lorsque le char est sur un terrain en pente. Un nouveau système de filtration NBC est installé dans le déport de caisse au-dessus de la chenille gauche, il est collectif et fonctionne par surpression. Un panier de rangement est ajouté sur la nuque de la tourelle. Le nombre de cartouches de calibre 7,62 mm prêtes à l'emploi pour la mitrailleuse coaxiale est réduit à 3 400.
- M1A1 HA (Heavy Armor) : M1A1 dont l'avant de la tourelle contient un nouveau blindage composite à base d'uranium appauvri. 2140 exemplaires fabriqués d'octobre 1988 à avril 1993.
- M1A1 HA+ "Common" :  M1A1 HA intégrant une unité de contrôle moteur entièrement numérique pour son turbomoteur AGT-1500. Il dispose d'une capacité de guéer une rivière, un kit pour l'installation du système de communication EPLRS, et un chemin de roulements de la tourelle révisé. 786 M1A1 HA sont rénovés à ce standard.
- M1A1 D (Digital) : remise à niveau de 1535 M1A1 HA et M1A1 HA+ "Common" pour atteindre un degré de sophistication similaire au M1A2 SEP. Il possède un système d'information terminal FBCB2, une antenne GPS, des radios SINCGARS, un chercheur du Nord, un nouveau pupitre pour le chef de char, un télémètre laser à sécurité oculaire.
- M1A1 AIM (Abrams Integrated Management) : programme conjoint (US Army, GDLS, TACOM) visant à reconditionner les anciens M1A1. Le programme AIM XXI est lancé en décembre 1996 et le premier M1A1 rénové en M1A1 AIM entre en service dans l'US Army en juillet 2000[33].
- M1A1 SA (Situational Awareness) : version améliorée du M1A1 AIM, le viseur du tireur ITSS (Improved Thermal Imaging System) incorpore un télémètre laser à sécurité oculaire, un désignateur laser et caméra thermique Raytheon Block 1 de seconde génération. Le char est équipé d'un nouveau blindage de la tourelle, du système Blue Force Tracker  (BFT) permettant d'identifier les unités alliées, d'un système d'information terminal FB2C2, et d'un téléphone d'infanterie (installé à l'arrière du char). Le turbomoteur a bénéficié du programme de révision TIGER. Les cent-cinquante-cinq premiers M1A1 SA sont livrés par GDLS en août 2006[34]. Selon les prévisions en 2019, le M1A1 SA doit être retiré du service en 2025[35].
- M1A1 SA/ED : M1A1 SA équipé d'un système de diagnostic embarqué en vue de faciliter sa maintenance. Le premier M1A1 SA/ED est livré en mars 2009.
- M1A1 SA-UKR : version du M1A1 SA employée par l'armée de terre ukrainienne. Le M1A1 SA-UKR affiche une masse en ordre de combat de 60,7 tonnes (avec les chenilles T-158). Ils sont équipés d'une groupe auxiliaire de puissance et d'anneaux anti-déchenillage fixés sur les couronnes de leurs barbotins que l'on retrouvait jadis sur les anciens M1 et IPM1. Les M1A1 SA-UKR déployés sur le front possèdent des blocs de blindage réactif explosif M19 ARAT-1 protégeant leur train de roulement.
- M1A1 M : version du M1A1 SA destinée au marché de l'exportation. 140 M1A1M équipent les nouvelles Forces armées irakiennes[36].

## Utilisateurs
- États-Unis : 

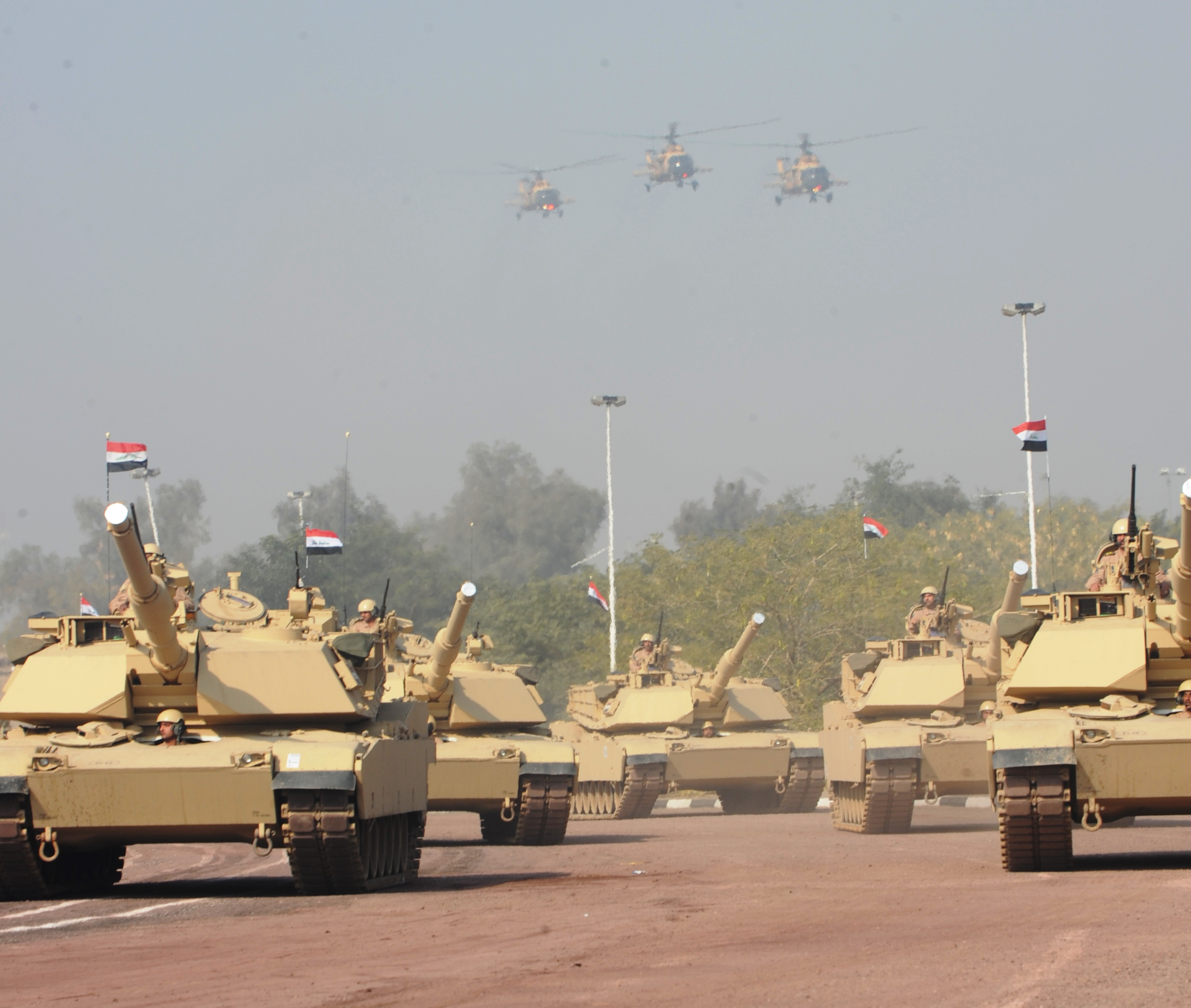
M1A1M Abrams en service en Irak, lors d'un défilé en janvier 2011.

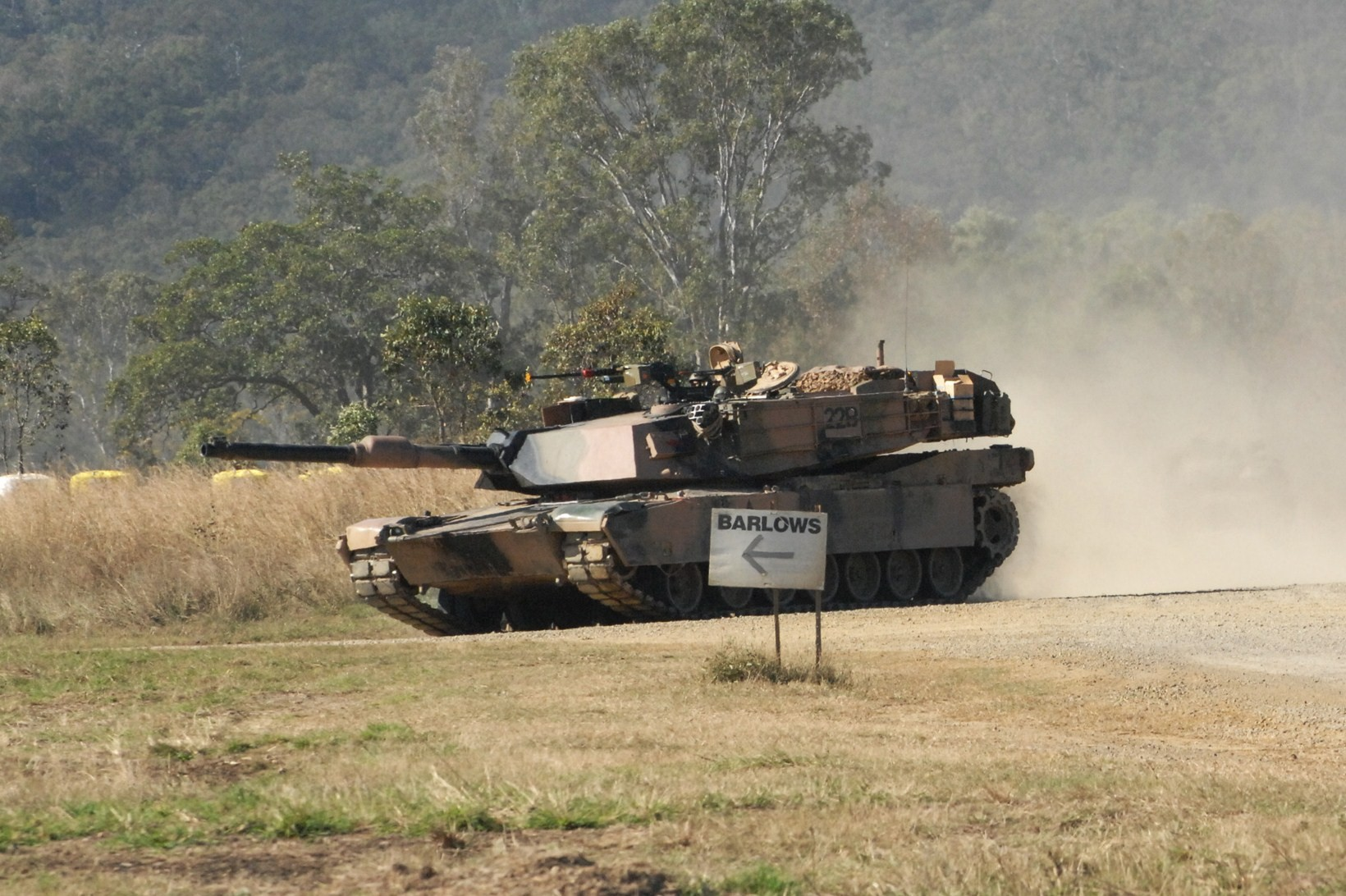
Un Abrams australien, en 2011, lors de l'exercice militaire américano-australien Talisman Sabre.

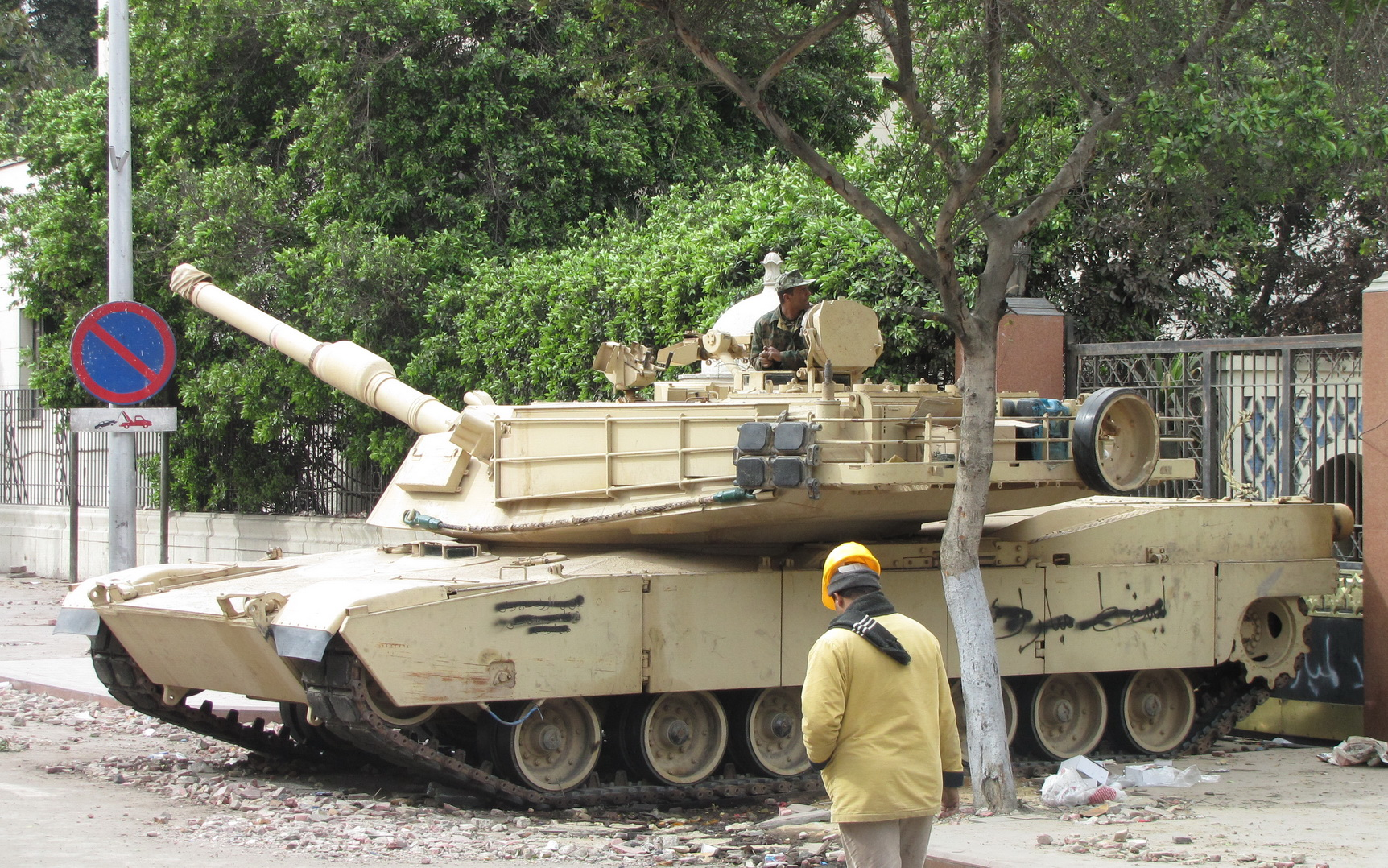
Abrams de l'armée égyptienne, déployé lors de la révolution égyptienne de 2011.

  - US Army : début 2022, le parc de M1A1 de l'US Army comprend[37] :
  - 720 M1A1
- US Marine Corps : en mars 2020, il a été annoncé le retrait de ces chars et la dissolution des trois bataillons de chars de l'USMC, le retrait a lieu en juillet 2020 pour les deux bataillons d'active[38], les derniers chars sont retirés le 13 novembre 2020. Ils sont reversés à l'US Army au sein de laquelle ils serviront de réserve pour les opérations de maintenance et de modernisation[39] ou exportés.
- Australie – Australian Army : 59 exemplaires de la version M1A1 SA (hybride avec un mélange d'équipements utilisés par les chars de l'US Army et du Corps des Marines, sans blindage en uranium appauvri) et 13 véhicules de récupération de chars M88A2 Hercules achetés en 2006. Ils remplacent le Leopard AS1 en 2007[40],[41]. Le 10 janvier 2022, l'achat de 75 chars de combat M1A2 SEPv3 Abrams, 17 ponts mobiles M1074, 29 engins blindés du génie M1150 Assault Breacher et de 6 véhicules de récupération de chars M88A2 Hercules est confirmé. Livraison à partir de juillet 2024, date à laquelle les M1A1 sont retirés[42]. Le 16 octobre 2024, on annonce que 49 seront livrés à l’Ukraine[43].
- Égypte – Armée égyptienne : 1 005 exemplaires du M1A1 commandés en 2010. Ces chars sont coproduits dans ce pays à partir de kits américains par les usines de l'armée égyptienne[44],[45]. 125 autres chars ont été commandés en 2011[46],[47]. Un total de 1 130 exemplaires est prévu pour 2016[48].
- Irak – Forces armées irakiennes : 140 exemplaires M1A1 M (dégradés, sans blindage en uranium appauvri) ont été livrés entre 2010 et 2011 à l'Irak pour un montant de 860 millions de dollars, financés à moitié par les autorités irakiennes et à moitié grâce à l'aide financière américaine. L'objectif est d'en acquérir finalement 700. L'Irak à loué 22 M1A1 de l'US Army pour l'entrainement en 2008[49],[50],[51]. Les 11 premiers ont été livrés en août 2010[52] et les 9 derniers début septembre 2011[53]. À l'origine, quatre régiments de chars de la 9e division mécanisée disposent chacun de 35 M1A1 et 2 véhicules de dépannage lourds M-88A2[54]. 190 autres M1A1 devraient être livrés, selon un accord de décembre 2014[55].
- Maroc - Armée royale marocaine : 222 exemplaires du M1A1 SA (Situational Awareness), contrat passé le 18 juin 2012[56],[57]. En octobre 2016, on annonce que les 50 premiers sont livrés d'ici novembre 2016[58]. 150 autres d'occasion seront portés au standard SA et livrés entre février 2017 et mars 2018[59]. Un autre contrat est signé en novembre 2018 pour 162 M1A2M additionnels Morocco – Abrams Tank Enhancement, Support, and Equipment | Defense Security Cooperation Agency.
- Ukraine : Les États-Unis déclarent, au début de 2023, qu'ils vont donner 31 chars. Annonce de la livraison des premiers exemplaires le 25 septembre 2023[60],[61],[62]. Il s'agit de la version M1A1 SA-UKR, et non pas les versions les plus récentes équipées d'un blindage en uranium appauvri[réf. nécessaire]. Ils sont livrés avec un blindage réactif explosif M19 ARAT-1 protégeant le train de roulement et, avant de rejoindre le front, ils sont équipés par l'armée ukrainienne de cages sur le toit de leurs tourelles, la version M1A1 étant jugée trop peu protégée face aux munitions rôdeuses russes[63]. En novembre 2023, des M1A1 SA-UKR ukrainiens ont été photographiés sur le champ de bataille[64]. En janvier 2024, ils sont utilisés dans le bataillon de chars de la 47e brigade mécanisée[65]. Un exemplaire aurait été perdu durant la bataille d'Avdiika[63].Chars M1A1 SA en Allemagne, avant d'être livrés à l'Ukraine

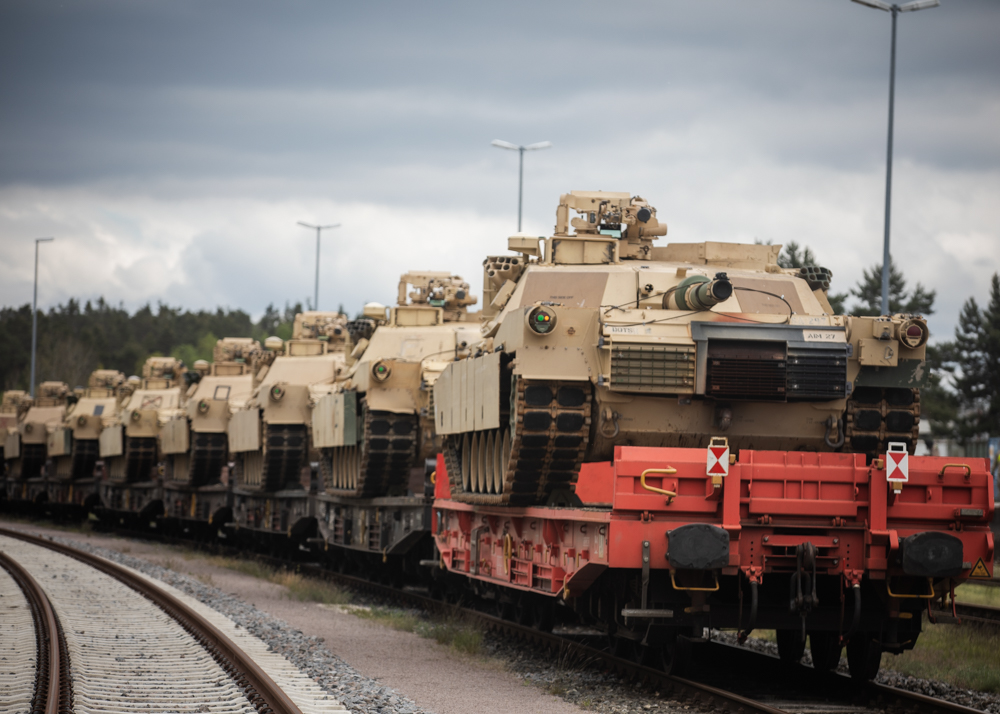
Chars M1A1 SA en Allemagne, avant d'être livrés à l'Ukraine

## Galerie photo

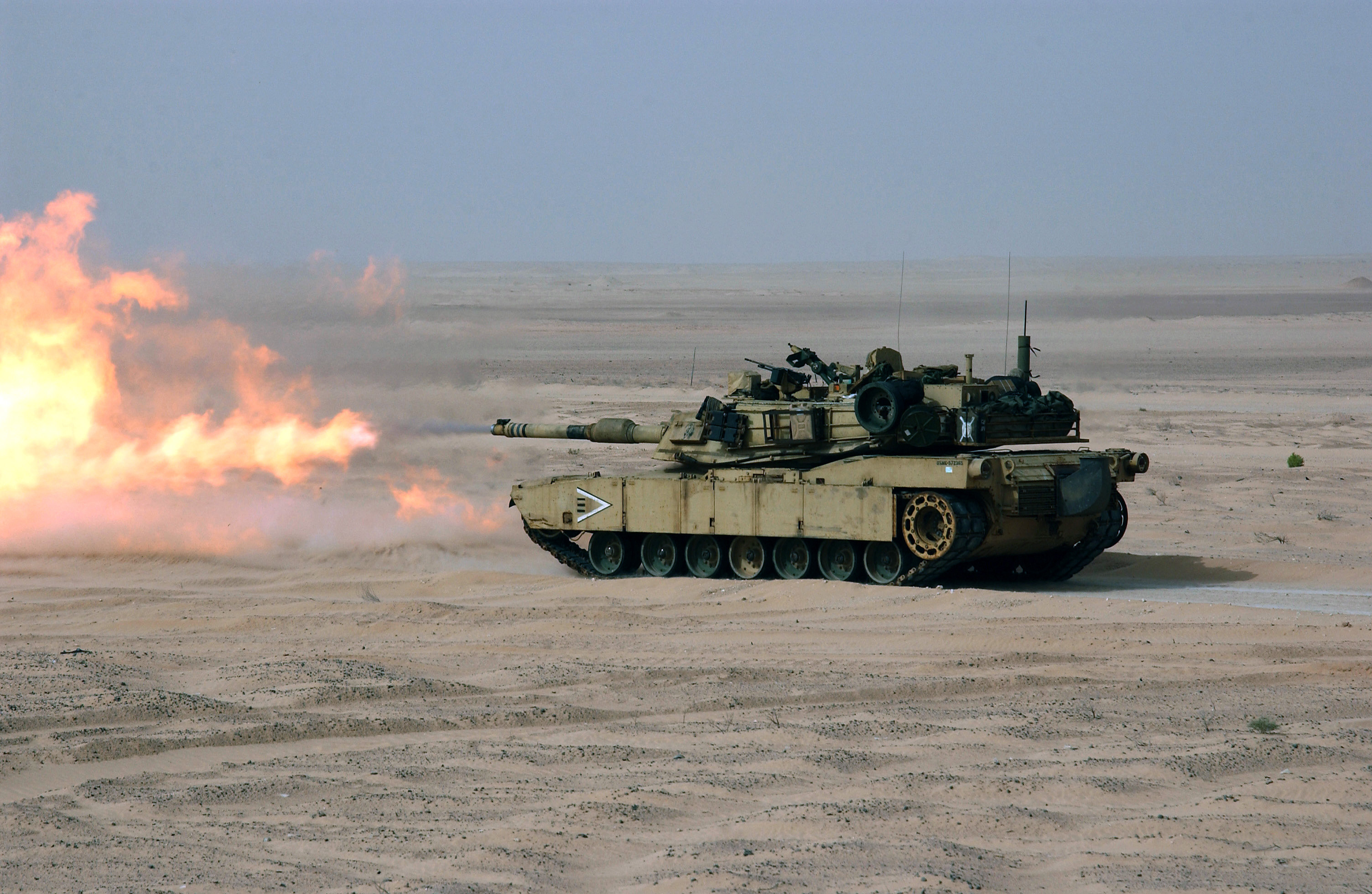
Tir d'un M1A1 du 13e corps expéditionnaire des Marines, lors d'un entraînement à munitions réelles.
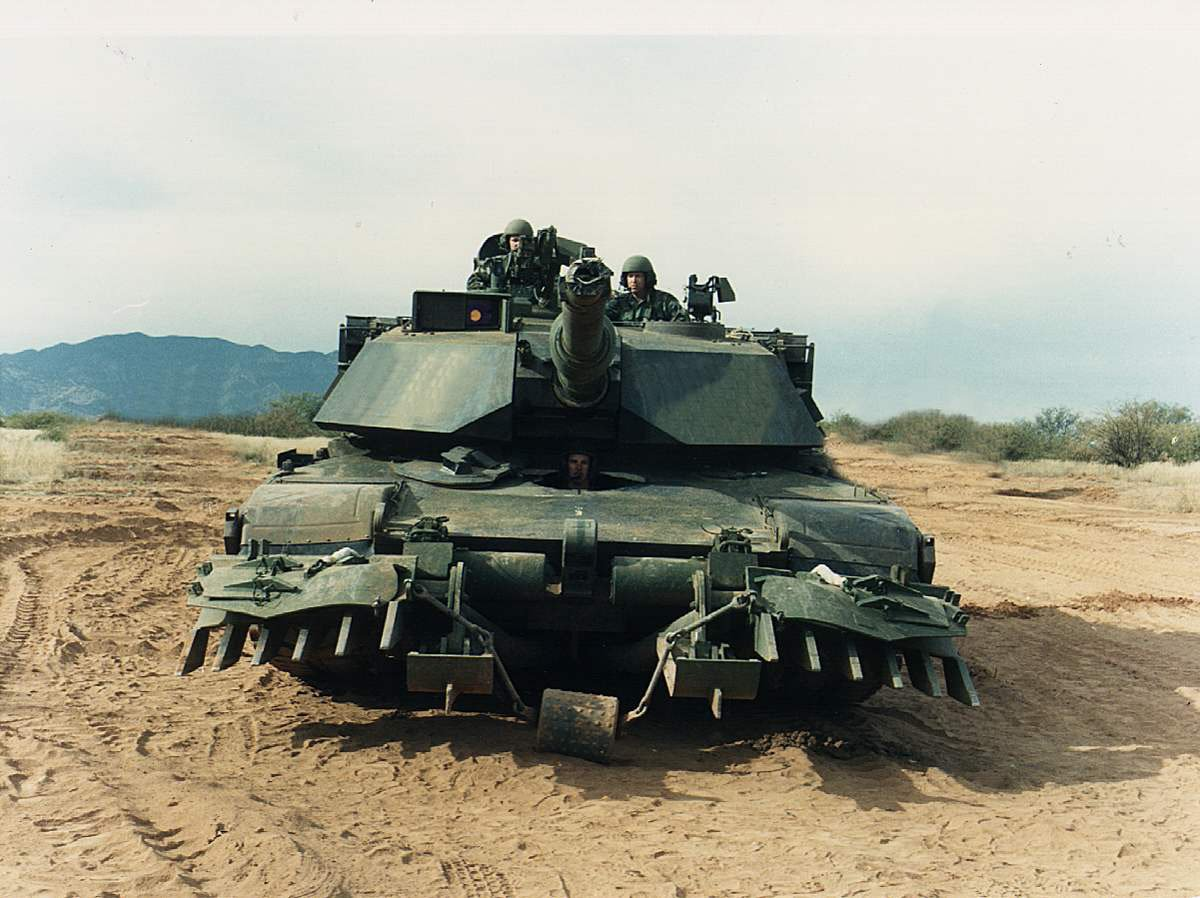
Un M1A1 de l'US Army doté d'une charrue de déminage. Ces griffes ont pour but de pousser les mines en dehors du passage des chenilles.
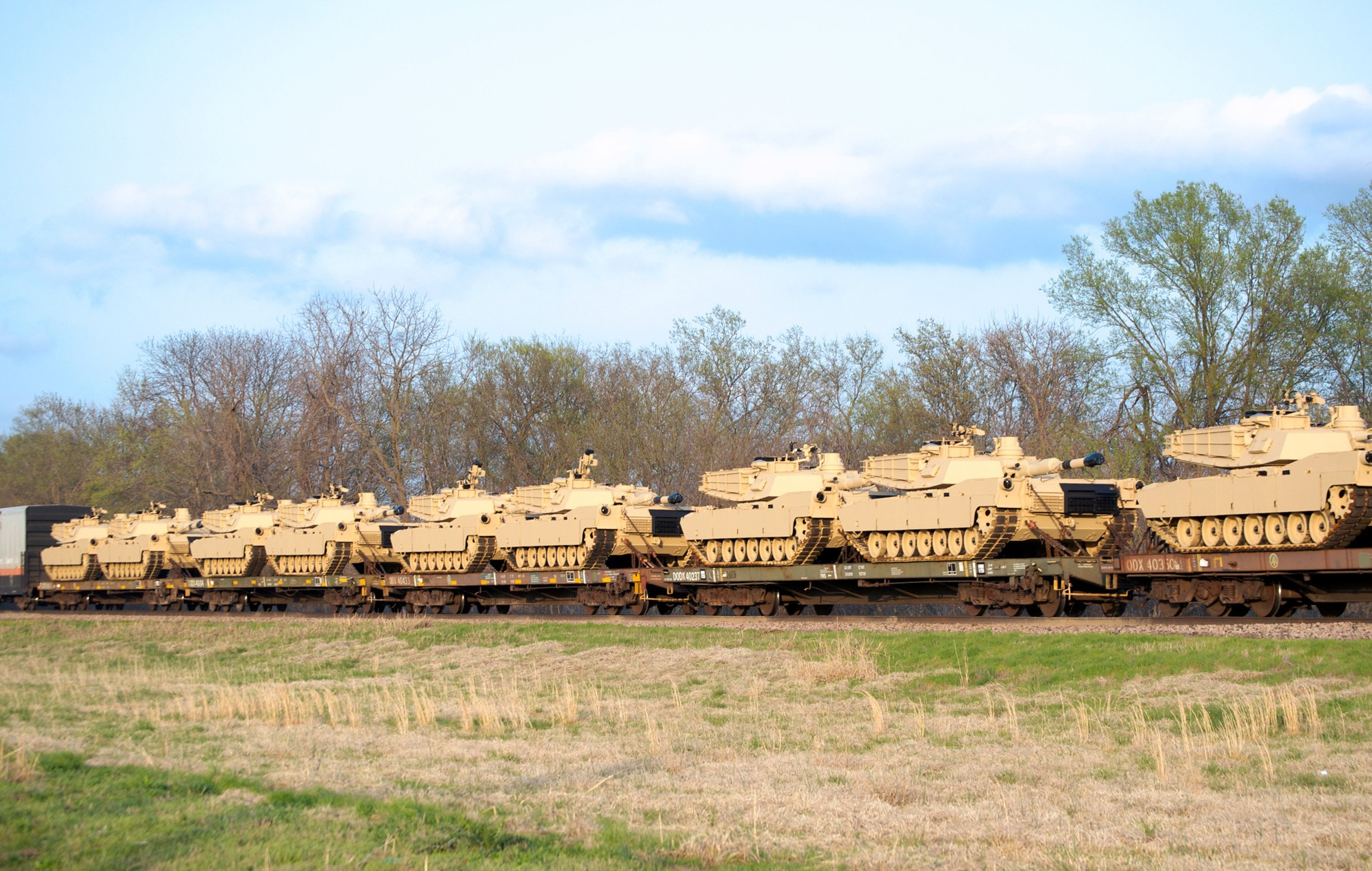
Convoi ferroviaire de M1 en 2009 aux États-Unis.
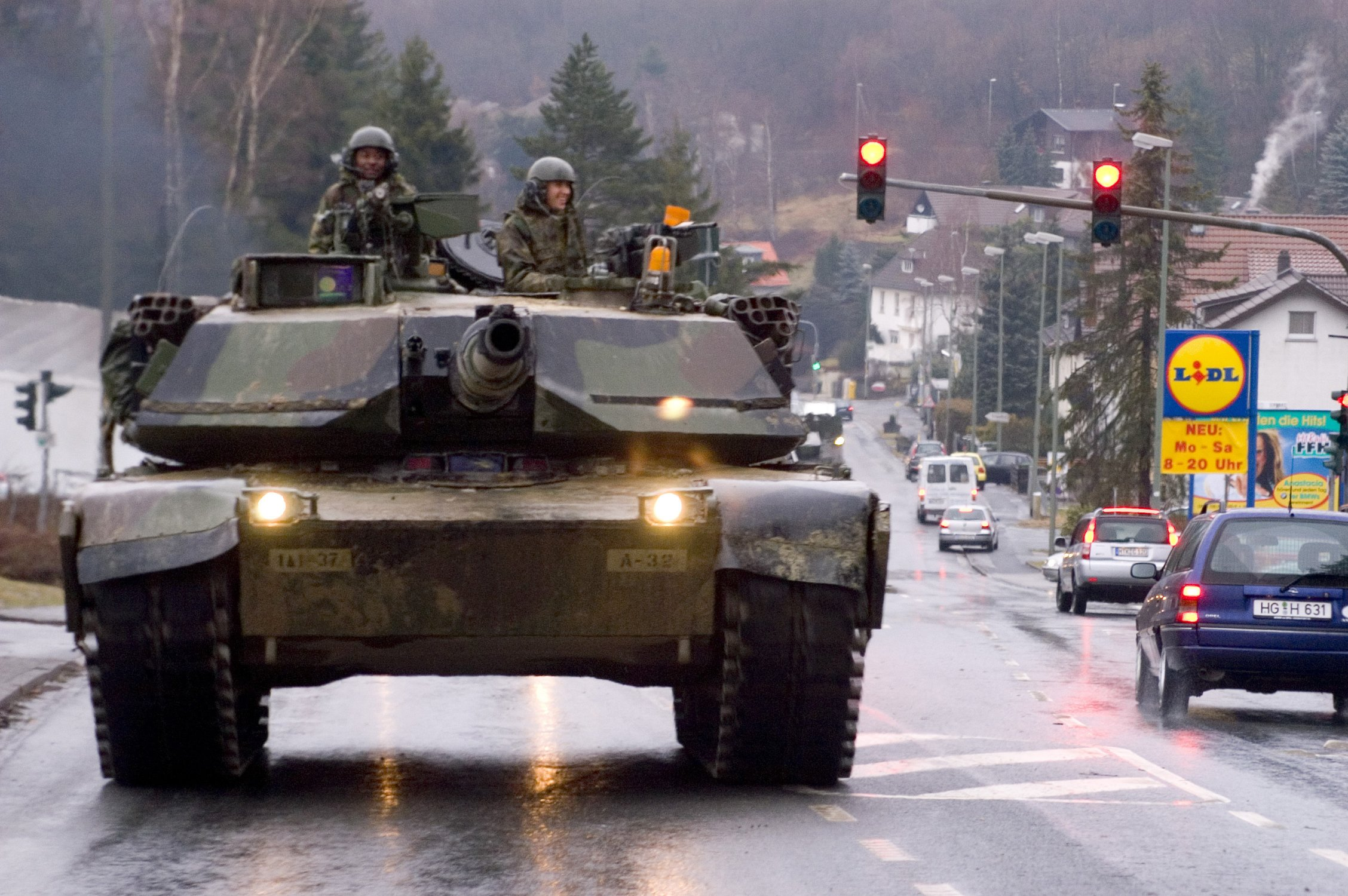
M1A1 de la 1re division blindée des États-Unis en Allemagne en 2007. Les derniers chars M1 des unités cantonnés en Europe ont été rapatriés en 2013. À partir de 2015, des M1A2 y sont de nouveau en envoyé par rotation, puis stockés dans des dépôts[66].